# Нобелова награда за хемију
Нобелова награда за хемију je награда коју годишње додељује Краљевска шведска академија наука научницима разних поља хемије. То је једна од пет Нобелових награда успостављених по тестаменту Алфреда Нобела 1895. године, које се додељују за изузетне доприносе у хемији, физици, књижевности, миру, и физиологији или медицини. Овом наградом управља Нобелова задужбина, а додељује је Краљевска шведска академија наука по предлогу Нобеловог комитета за хемију који се састоји од пет чланова које је академија изабрала. Награда се додељује у Стокхолму на годишњој церемонији 10. децембра, годишњици Нобелове смрти. Сваки добитник добија медаљу, диплому и новчану награду која се мењала током година.

## Историја
Алфред Нобел је у свом тестаменту изнео жељу да се његово богатство користи за стварање низа награда за оне који дају „највећу корист човечанству” у областима физике, хемије, мира, физиологије или медицине и књижевности. Иако је Нобел написао неколико тестамената током свог живота, последњи је написан годину дана пре смрти и потписан је у Шведско-норвешком клубу у Паризу 27. новембра 1895. Нобел је оставио 94% своје укупне активе, 31 милион шведских круна (198 милиона долара, 176 милиона евра у 2016. години), да би успоставило и додељивало пет Нобелових награда. Због нивоа скептицизма око тестамента, тек 26. априла 1897. године је Стортинг (норвешки парламент) то одобрио. Извршитељи његове воље били су Рагнар Солман и Рудолф Лилјекист, који су основали Нобелову фондацију како би се побринули за Нобелово богатство и организовали награде.